# 港島線
港島線（こうとうせん）は、香港島の堅尼地城駅と柴湾駅を結ぶ香港鉄路有限公司（香港MTR）の鉄道路線である。

## 概要
香港島北部を東西に走る路線である。香港の政治、経済の中心、そして世界屈指の金融の中心地である中環（香港上海銀行本店や恒生銀行本店、国際金融センターなどがある）や金鐘（中国銀行（香港）本店がある）、超高層建築の立ち並ぶ灣仔、香港で最も繁華な銅鑼湾と言った、香港の中心部を貫く一方、路線の東側はニュータウン、西側の上環駅から堅尼地城付近は、かつての香港の雰囲気を漂わせる下町、また同駅ピーク側（香港島北岸を通る港島線から見て南側）の半山区では高級住宅街となっているなど、非常に多彩な街の顔を見ることができる。
路線は、旧来から二階建て車両で運行されているトラム（堅尼地城：Kennedy Town - 筲箕湾：Shau Kei Wan）のコースとほぼ重なっている。トラムは、地下鉄の開通と同時に中環より東側を廃止することも検討されていたが、安価であり近距離での利用者が依然として多いため、現在も運行されている。
なお、2014年12月28日、港島線は上環より「西港島線」として延長された。新たに開業した駅は、西営盤（Sai Ying Pun） - 香港大学（HKU） - 堅尼地城（Kennedy Town）であるが、西営盤駅のみ、地上部分の工事遅れにより開業は2015年3月29日となり、その間駅は通過扱いとなっていた。

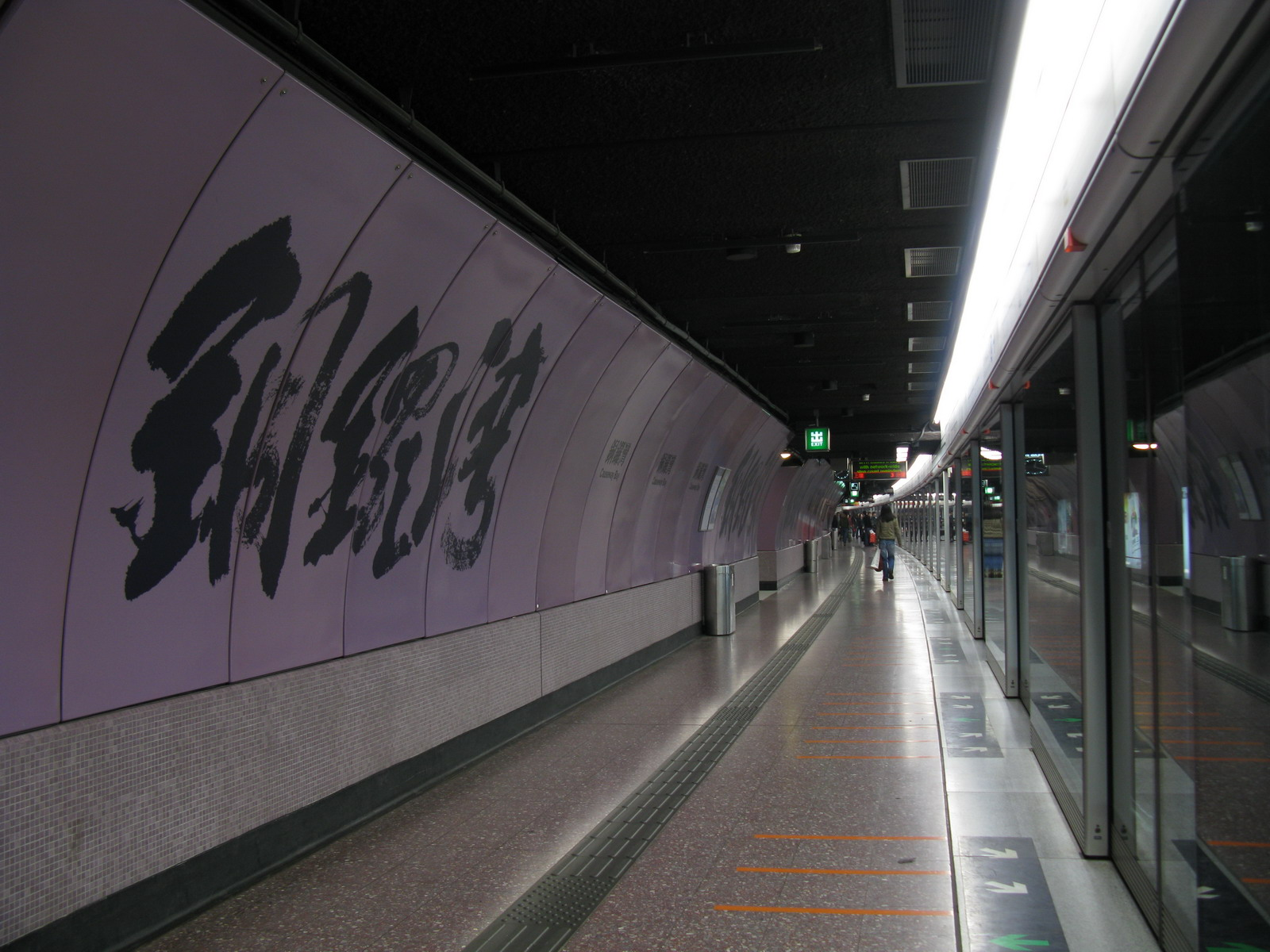
銅鑼湾駅1番線ホーム

## 路線データ
- 駅数：17（起終点駅含む）
- 軌間：1,432 mm
- 複線区間：全線
- 電化区間：全線（直流 1, 500 V）
- 車両基地：柴湾車両基地
- 閉塞方式：車内信号閉塞式（ATP）
- 走行方向：左側通行

## 歴史
- 1985年5月31日：柴湾駅 - 金鐘駅開業。
- 1986年5月23日：金鐘駅 - 上環駅開業。
- 2014年12月28日：上環駅 - 堅尼地城駅（西営盤駅除く）開業。
- 2015年3月29日：西営盤駅開業。

## 駅一覧
| 駅名       | 駅名         | 駅名         | 駅名          | 開業年月日     | 駅間キロ (km) | 営業キロ (km) | 乗り換え                                                                                   | 所在地          | 所在地 |
| 日本語     | 繁体字香港語 | 簡体字中国語 | 英語          | 開業年月日     | 駅間キロ (km) | 営業キロ (km) | 乗り換え                                                                                   | 所在地          | 所在地 |
| 堅尼地城駅 | 堅尼地城站   | 坚尼地城站   | Kennedy Town  | 2014年12月28日 | -             | 0.0           | ■香港トラム （堅尼地城総駅）                                                               | 香港 特別行政区 | 中西区 |
| 香港大学駅 | 香港大學站   | 香港大学站   | HKU           | 2014年12月28日 | 0.80          | 0.80          | ■香港トラム （屈地街総駅）                                                                 | 香港 特別行政区 | 中西区 |
| 西営盤駅   | 西營盤站     | 西营盘站     | Sai Ying Pun  | 2015年3月29日  | 0.83          | 1.63          |                                                                                            | 香港 特別行政区 | 中西区 |
| 上環駅     | 上環站       | 上环站       | Sheung Wan    | 1986年5月23日  | 1.08          | 2.71          | ■香港トラム （西港城総駅）                                                                 | 香港 特別行政区 | 中西区 |
| 中環駅     | 中環站       | 中环站       | Central       | 1986年5月23日  | 0.80          | 3.51          | ■荃湾線 ■東涌線 ■機場快線 （機場・博覧館へ利用のみ） （香港駅） ■ピークトラム （中環総駅） | 香港 特別行政区 | 中西区 |
| 金鐘駅     | 金鐘站       | 金钟站       | Admiralty     | 1985年5月31日  | 0.88          | 4.39          | ■荃湾線 ■東鉄線 ■南港島線 ■ピークトラム （中環総駅）                                       | 香港 特別行政区 | 中西区 |
| 湾仔駅     | 灣仔站       | 湾仔站       | Wan Chai      | 1985年5月31日  | 0.79          | 5.18          |                                                                                            | 香港 特別行政区 | 湾仔区 |
| 銅鑼湾駅   | 銅鑼灣站     | 铜锣湾站     | Causeway Bay  | 1985年5月31日  | 1.20          | 6.38          | ■香港トラム （銅鑼湾総駅）                                                                 | 香港 特別行政区 | 湾仔区 |
| 天后駅     | 天后站       | 天后站       | Tin Hau       | 1985年5月31日  | 0.87          | 7.25          |                                                                                            | 香港 特別行政区 | 湾仔区 |
| 炮台山駅   | 炮台山站     | 炮台山站     | Fortress Hill | 1985年5月31日  | 0.65          | 7.90          |                                                                                            | 香港 特別行政区 | 東区   |
| 北角駅     | 北角站       | 北角站       | North Point   | 1985年5月31日  | 0.83          | 8.73          | ■将軍澳線 ■香港トラム （北角総駅）                                                         | 香港 特別行政区 | 東区   |
| 鰂魚涌駅   | 鰂魚涌站     | 鲗鱼涌站     | Quarry Bay    | 1985年5月31日  | 0.95          | 9.68          | ■将軍澳線                                                                                  | 香港 特別行政区 | 東区   |
| 太古駅     | 太古站       | 太古站       | Tai Koo       | 1985年5月31日  | 1.01          | 10.69         |                                                                                            | 香港 特別行政区 | 東区   |
| 西湾河駅   | 西灣河站     | 西湾河站     | Sai Wan Ho    | 1985年5月31日  | 0.71          | 11.40         |                                                                                            | 香港 特別行政区 | 東区   |
| 筲箕湾駅   | 筲箕灣站     | 筲箕湾站     | Shau Kei Wan  | 1985年5月31日  | 0.83          | 12.23         | ■香港トラム （筲箕湾総駅）                                                                 | 香港 特別行政区 | 東区   |
| 杏花邨駅   | 杏花邨站     | 杏花村站     | Heng Fa Chuen | 1985年5月31日  | 1.24          | 13.47         |                                                                                            | 香港 特別行政区 | 東区   |
| 柴湾駅     | 柴灣站       | 柴湾站       | Chai Wan      | 1985年5月31日  | 1.46          | 14.93         |                                                                                            | 香港 特別行政区 | 東区   |